# الحدود الفنزويلية الكولومبية

الحدود بين كولومبيا وفنزويلا.

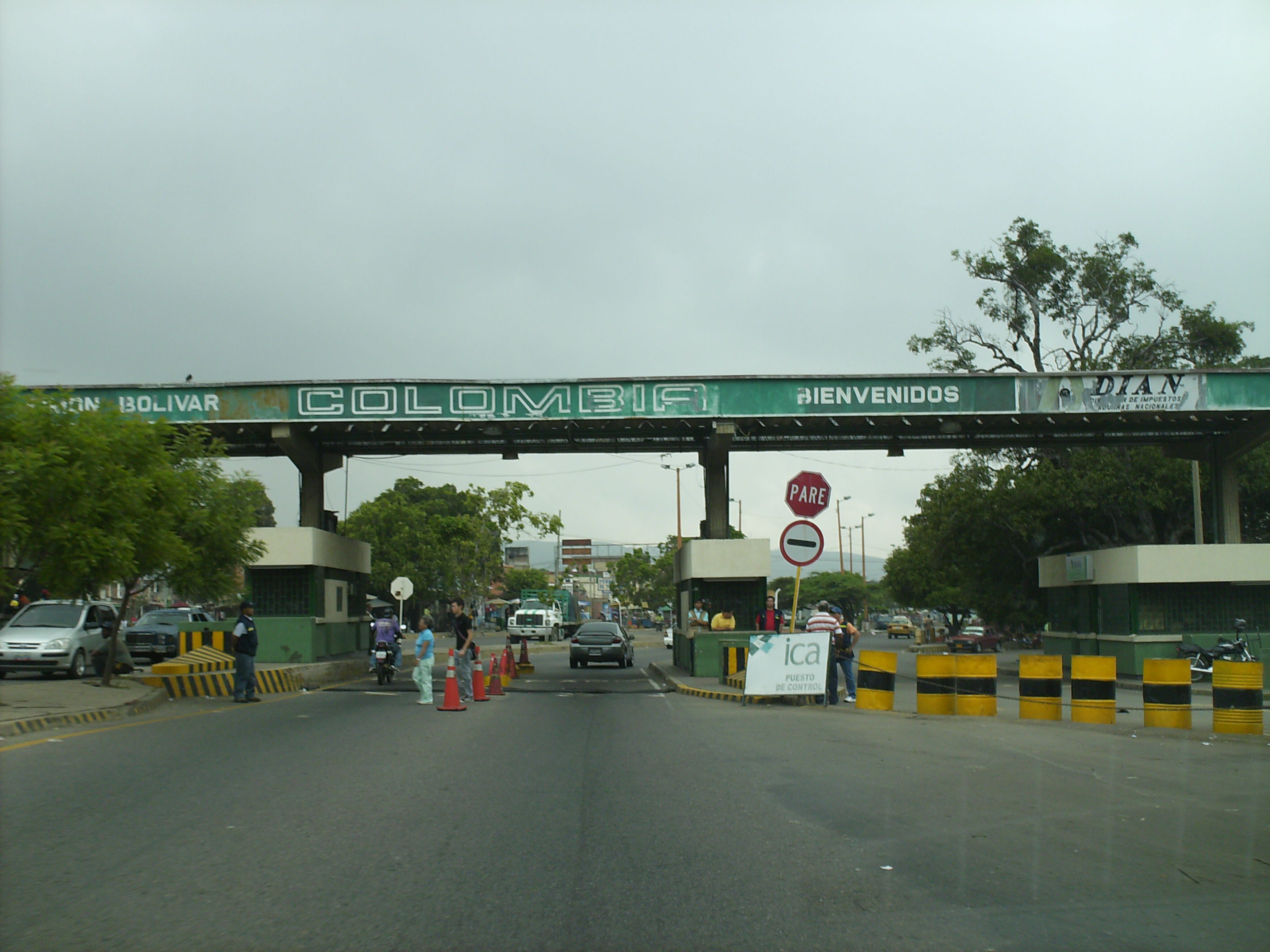
الحدود بين كولومبيا وفنزويلا.

الحدود الفنزويلية الكولومبية هي حدود دولية بطول 2219 كيلومترًا تفصل بين أراضي كولومبيا وفنزويلا، بإجمالي 603 معلماً تحدد خط الحدود. وهي أطول حدود لكل من كولومبيا وفنزويلا.
تم ترسيم الحدود، على الأقل في الجزء الأرضي منها، من خلال معاهدتين: حكم التحكيم الإسباني للملكة ماريا كريستينا لعام 1891 ومعاهدة الحدود والملاحة النهرية لعام 1941. لكن ترسيم الحدود في خليج فنزويلا لا يزال محل خلاف، مما تسبب في اشتباكات دبلوماسية بين البلدين.
في أغسطس 2015، أصيب جنديان فنزويليان خلال معركة مع مهربين كولومبيين مزعومين،  مما دفع الرئيس الفنزويلي نيكولاس مادورو لإغلاق جزء كبير من الحدود، باستثناء تاتشيرا.

## المدن الحدودية
كولومبيا

- باراغواتشون، مايكاو، مانور ديل سيزار، كودازي، بيسيريل، تيبو، بويرتو سانتاندير، كوكوتا، فيلا ديل روزاريو، راجونفاليا، هيران، كوبارا، سارافينا، أراوكيتا، اروكا، بويرتو كارينيو، سان خوسيه دي مايبوريس، إنيريدا، كاكاهوال، بويرتو كولومبيا، سان فيليبي، لا غوادالوبي.

 فنزويلا

- باراغوايبوا، لاس كروسيس، كاسيغوا إل كوبو، لا فريا، سان خوان دي كولون، أورينيا، سان أنطونيو ديل تاتشيرا، سان كريستوبال، روبيو، ديليسياس، غواسدواليتو، إل أمبارو، إلورزا، بويرتو بايز، بويرتو أياكوتشو، إيسلا راتون، سان فرناندو دي أتابابو، ماروا، سان كارلوس دي ريو نيغرو.

## الأنهار الحدودية
الأنهار الرئيسية التي تعبر الحدود أو تشكل جزءًا منها هي:
- ريو دي أورو
- نهر كاتاتومبو
- نهر سان بيدرو
- نهر تاتشيرا
- نهر نولا
- نهر أراوكا
- نهر ميتا
- نهر أورينوكو
- ريو نيغرو